# The Acoustic Sessions: Volume One
The Acoustic Sessions: Volume One — студийный альбом американской группы христианского рока Casting Crowns, выпущенный 22 января 2013 года на лейблах Beach Street Records и Reunion Records. Альбом был спродюсирован Марком А. Миллером и состоит из перезаписанных акустических исполнений песен группы, содержащих элементы музыки поклонения. Этот альбом получил в основном положительные отзывы критиков.

## Отзывы
| Оценки критиков                | Оценки критиков                                                          |
| Источник                       | Оценка                                                                   |
| ------------------------------ | ------------------------------------------------------------------------ |
| About.com                      | 4 из 5 звёзд · 4 из 5 звёзд · 4 из 5 звёзд · 4 из 5 звёзд · 4 из 5 звёзд |
| Allmusic                       | [ 1 ]                                                                    |
| CCM Magazine                   | [ 2 ]                                                                    |
| Christian Broadcasting Network | [ 3 ]                                                                    |
| Christian Music Review         | 4.5/5                                                                    |
| Christian Music Zine           | 4.25/5                                                                   |
| Indie Vision Music             | [ 6 ]                                                                    |
| Jesus Freak Hideout            | [ 7 ]                                                                    |
| Louder Than the Music          | [ 8 ]                                                                    |
| New Release Tuesday            | [ 9 ]                                                                    |

Альбом получил в основном положительные отзывы от музыкальных критиков. 
Джеймс Кристофер Монгер из Allmusic дал альбому три звезды из пяти, отметив, что он «поднимает концепцию на ступень выше» по сравнению с тем, что они делают на гастролях. Крис Карпентер из Christian Broadcasting Network дал альбому четыре звезды из пяти, подчеркнув, что «The Acoustic Sessions: Volume One — обязательная вещь для всех заядлых поклонников Casting Crowns. Для тех же, кто не является таковыми, это все равно хороший вариант для прослушивания невероятно богатой, богослужебной лирики, которая выводится на первый план простотой струн и молитвы». Грейс С. Аспинуолл из CCM Magazine дала альбому три звезды из пяти, отметив, что акустический альбом «отражает суть их творчества», особенно на концертах. Лаура Чемберс из Christian Music Review оценила альбом в четыре с половиной балла из пяти и отметила: «Упорные поклонники Casting Crowns захотят заценить этот диск. Те, кто не интересуется группой и считает, что каждая песня звучит одинаково, могут быть удивлены». Джошуа Андре из Christian Music Zine поставил альбому 4,25 из пяти звезд, назвав его «хорошо сделанным». Джонатан Андре из Indie Vision Music оценил альбом в три звезды из пяти, отметив, что «в результате получился смешанный мешок акустических песен, которые стоит купить, если вам нравятся их предыдущие работы — некоторые из них звучат лучше оригинала, а другие кажутся усталыми и неуместными в альбоме, и многие могут поставить под сомнение порядок треков или даже сами треки». Роджер Гелвикс из Jesus Freak Hideout поставил альбому три звезды из пяти, отметив, что он «выделяется из их каталога: он показывает, как Марк Холл и друзья пробуют новые вещи и творчески разминаются. Даже если само написание песен не улучшилось (и, конечно, более легкий инструментарий не исправляет заезженных лирических решений), легкая сторона Casting Crowns — это приятное изменение от их нормы… Ни в коем случае не шедевр, но с такими темпами слушатели должны с радостью приветствовать второй том, когда он появится». Джоно Дэвис из Louder Than the Music дал альбому четыре с половиной звезды из пяти, похвалив его: «У Casting Crowns, хотя у них есть несколько отличных песен, я всегда думаю, что в музыкальном плане они могли бы сделать немного больше в своих студийных альбомах. Но для меня это лучший альбом Casting Crowns на данный момент. Песни прочные, а в музыкальном плане они гораздо более креативны в этом стиле. Я думаю, Casting Crowns превзошли самих себя, а также вдохнули новую жизнь в некоторые старые треки». Кевин Дэвис из New Release Tuesday поставил альбому четыре с половиной звезды из пяти, отметив, что он «наполнен песнями, которые одновременно бросают вызов и ободряют верующих в их пути».

## Список композиций
| №                   | Название                   | Автор(ы)                           | Оригинал на                    | Длительность |
| ------------------- | -------------------------- | ---------------------------------- | ------------------------------ | ------------ |
| 1.                  | «If We Are the Body»       | Марк Холл                          | Casting Crowns                 | 3:45         |
| 2.                  | «East to West»             | Hall, Bernie Herms                 | The Altar and the Door         | 4:16         |
| 3.                  | «American Dream»           | Hector Cervantes, Hall             | Casting Crowns                 | 4:33         |
| 4.                  | «Who Am I»                 | Hall                               | Casting Crowns                 | 4:35         |
| 5.                  | «Here I Go Again»          | Hall                               | Casting Crowns                 | 4:42         |
| 6.                  | «Delivered»                | Jennifer Hollingsworth, Masaki Liu | What if the Whole World Prayed | 4:01         |
| 7.                  | «Somewhere in the Middle»  | Hall                               | The Altar and the Door         | 4:17         |
| 8.                  | «Set Me Free»              | Hall, Herms                        | Lifesong                       | 5:37         |
| 9.                  | «Only You»                 | Matt Hyam                          | Hungry (Vineyard UK)           | 5:17         |
| 10.                 | «Praise You in This Storm» | Hall, Herms                        | Lifesong                       | 5:23         |
| Общая длительность: | Общая длительность:        | Общая длительность:                | Общая длительность:            | 46:26        |

## Чарты
| Чарт (2013)                      | Высшая позиция |
| -------------------------------- | -------------- |
| США (Billboard 200)              | 35             |
| США (Billboard Christian Albums) | 2              |